# Nookat
Nookat (kirgisisch Ноокат, bis 2003 Eski-Nookat Эски-Ноокат) ist eine Stadt im Oblus Osch im Südwesten Kirgisistans. 2003 erhielt Nookat, damals noch ein Dorf unter dem Namen Eski-Nookat, Stadtrecht und wurde zu seinem heutigen Namen umbenannt. Nookat ist Verwaltungssitz des gleichnamigen Rajons. Die Bevölkerung betrug 2009 14.371 Personen. Nach der Volkszählung 2022 hatte Nookat 15.891 Einwohner.
Nookat liegt an der Fernstraße von Osch nach Batken. In Nookat befindet sich ein historisches Museum. Der Fluss Arawansai fließt durch die Stadt.
Am Basar im Zentrum befindet sich ein Kreisverkehr mit einem Denkmal in der Mitte. Der Basar ist eine Quelle häufiger Konflikte. Auf den an den Markt angrenzenden Straßen kommt es aufgrund des Handels entlang der Straße häufig zu Staus und zu verbalen Auseinandersetzungen zwischen Verkäufern. Die Gründe ist nach offiziellen Angaben Arbeitslosigkeit und Binnenmigration – die Landbewohner zögen in die Stadt, um Geld zu verdienen, und zahlten ihre Steuern oft nicht.
Am 1. Oktober 2008 kam es zu Zusammenstößen zwischen mehreren Hundert Einwohnern von Nookat und der Polizei; Auslöser waren Streitigkeiten um ein religiöses Fest. In der Folgezeit ergriffen die Behörden repressive Maßnahmen, welche die Kritik von Menschenrechtsgruppen hervorriefen.
Experten betrachten Nookat als eines der regionalen Zentren islamischer extremistischer Organisationen.